# Sanele Nohamba

a Compétitions nationales et continentales officielles uniquement.

b Matchs officiels uniquement.
Dernière mise à jour le 2 août 2025.
Sanele Nohamba, né le 19 janvier 1999 à Alice (Afrique du Sud), est un joueur sud-africain de rugby à XV évoluant aux postes de demi de mêlée ou de demi d'ouverture. Il évolue aux Shizuoka Blue Revs depuis 2025.

## Carrière

### En club
Sanele Nohamba est né à Alice dans la province du Cap-Oriental, où il pratique le rugby à XV et le cricket. Lors de son enfance, il est davantage intéressé par ce deuxième sport, et parvient à jouer avec la sélection scolaire de la région du Border (en) de cricket en primaire. 
À l'âge de 15 ans, il décide de déménager à Durban pour rejoindre la Durban High School (en), particulièrement réputée pour sa section cricket. Lors des années qui suivent, il performe dans ses deux sports, mais décide finalement de laisser tomber le cricket pour se focaliser sur le rugby alors qu'il est âgé de 16 ans. En effet, il considère que ses chances de faire carrière y sont plus grandes, dans la mesure où il représente la sélection du KwaZulu-Natal dans sa catégorie d'âge. 
En 2017, il rejoint l'académie des Natal Sharks, avec qui il dispute la Craven Week,. Il est élu meilleur joueur de l'édition 2017 de ce tournoi. En 2018, il remporte le championnat provincial des moins de 19 ans avec son équipe.
En 2019, il est retenu avec l'effectif professionnel des Natal Sharks pour disputer la Currie Cup. Il fait ses débuts professionnels le 12 juillet 2019 contre les Griquas,. Lors de la compétition, il est d'abord le remplaçant au poste de demi de mêlée de Cameron Wright, avant d'être titulaire pour la fin de la saison. Il effectue alors une bonne première saison, au point d'être élu meilleure révélation de l'année pour l'équipe des Sharks,.
Grâce à ses performances, il est retenu dans l'effectif de la franchise des Sharks pour la saison 2020 de Super Rugby. Il joue son premier match le 31 janvier 2020 contre les Bulls, marquant un essai à cette occasion. Il dispute l'essentiel de la compétition dans un rôle de doublure (sept matchs, une titularisation) pour l'expérimenté Louis Schreuder, mais se fait remarquer lors de ses entrées en jeu par sa vivacité et sa technique,. En août 2020, il prolonge son contrat avec les Sharks jusqu'en 2022. Il devient le titulaire à son poste à l'occasion du Super Rugby Unlocked (en) à l'automne 2020,.
Il dispute ensuite la saison 2020-2021 de Currie Cup avec les Natal Sharks, dont il est le titulaire régulier, jusqu'à perdre sa place lors de la finale de la compétition (perdue par son équipe) au profit de Jaden Hendrikse. Plus tard 2021, il joue la Pro14 Rainbow Cup avec les Sharks, mais ne joue finalement qu'assez peu à cause de l'importante concurrence à son poste,.
Très peu utilisé lors de la saison 2021-2022 d'United Rugby Championship avec les Sharks (quatre matchs comme remplaçant), il décide alors de quitter la franchise pour rejoindre les Lions au sein du même championnat,. Avec sa nouvelle équipe, il retrouve une place de titulaire, et devient également le buteur attitré du club avec une bonne réussite,.
En 2023, lors de la saison de Currie Cup, il est appelé à jouer en demi d'ouverture, poste qu'il n'avait occupé qu'occasionnellement lors de sa jeunesse,. Lors de la saison d'URC qui suit, il se voit installé à ce poste avec succès,. À la fin de cette saison, il remporte le prix du meilleur joueur de la saison Vodacom, récompensant le meilleur joueur des franchises sud-africaines.
Début février 2025, après avoir vu son temps de jeu être réduit depuis le début de la saison, il est annoncé qu'il quitte avec effet immédiat les Lions pour rejoindre les Shizuoka Blue Revs en Japan League One.

### En équipe nationale
Sanele Nohamba joue avec l'équipe d'Afrique du Sud scolaire A en 2016, avant de représenter l'équipe fanion l'année suivante,,.
Ensuite, il joue avec l'équipe d'Afrique du Sud des moins de 20 ans dans le cadre du championnat du monde junior 2019. Il dispute cinq matchs (et inscrit 33 points) lors de la compétition, qui voit son équipe terminer à la troisième place,.
En octobre 2020, il est sélectionné avec l'équipe «Green» pour jouer contre les «Gold», à l'occasion d'un match d'exhibition d'entraînement organisé par la fédération sud-africaine, afin de compenser l'annulation des rencontres internationales en raison de la pandémie de Covid-19. Titulaire à la mêlée, il est opposé au champion du monde Herschel Jantjies. Son équipe remporte la rencontre sur le score de 25 à 9,.
En juin 2021, il est sélectionné pour la première fois avec les Springboks par le sélectionneur Jacques Nienaber pour préparer la tournée des Lions britanniques en Afrique du Sud,. Il joue une rencontre avec l'Équipe d'Afrique du Sud A de rugby à XV contre la franchise des Bulls au Cap,.

## Palmarès
- Finaliste de la Currie Cup en 2020-2021 avec les Natal Sharks.